# منتخب الغابون تحت 23 سنة لكرة القدم
منتخب الغابون تحت 23 سنة لكرة القدم هو ممثل الغابون الرسمي في المنافسات الدولية في كرة القدم في فئة كرة قدم تحت 23 سنة للرجال، يديريه اتحاد الغابون لكرة القدم.